# Haplogruppe D (Y-DNA)
Haplogruppe D ist in der Humangenetik eine Haplogruppe des Y-Chromosoms. Sowohl C als auch D enthalten die Mutation M 168, die allen anderen Haplogruppen außer A und B zu eigen ist.

## Ursprung

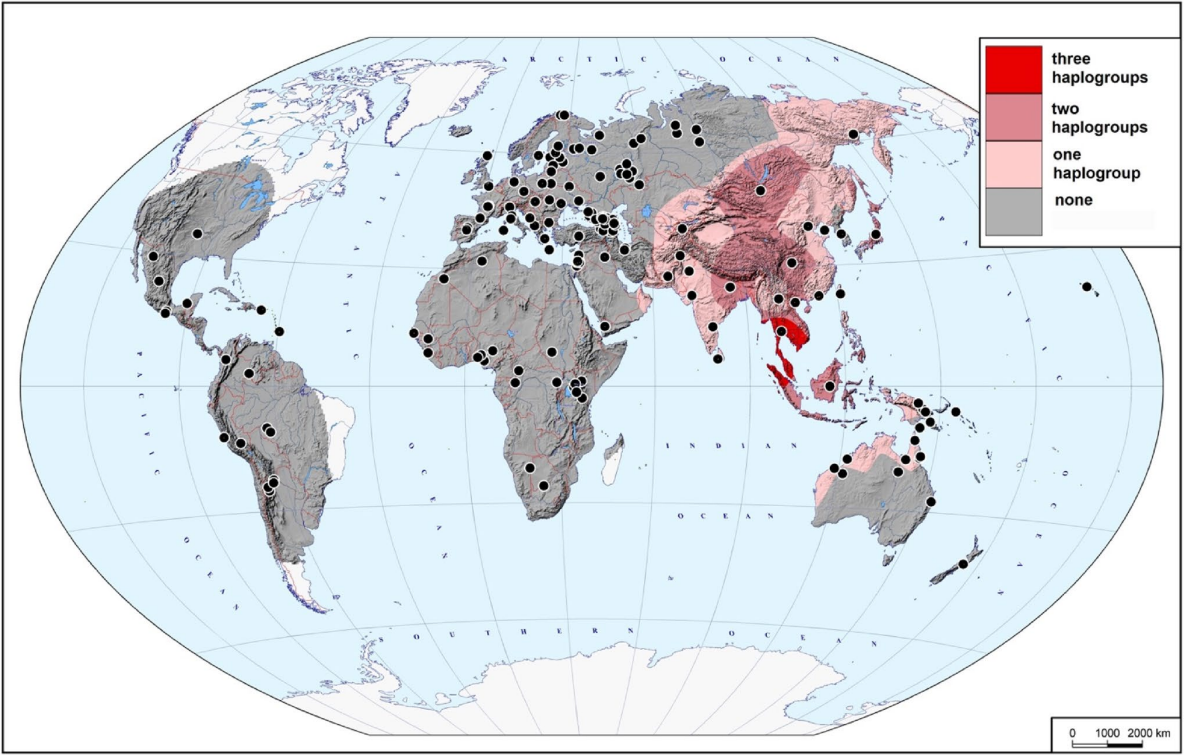
Verbreitung der Haplogruppe C, D und F

Es wird davon ausgegangen, dass die Haplogruppe vor mindestens 63.000 - 81.000 Jahren in Afrika oder in Zentralasien entsprang. Während Haplogruppe D zusammen mit Haplogruppe E gemeinsam die unverkennbare YAP-Mutation besitzt, eine Mutation, die nur bei E und D vorkommt, werden die Chromosomen der Haplogruppe D nirgendwo anders als in Asien vorgefunden.
Es wird angenommen, dass C und D für eine große Wanderungsbewegung innerhalb Asiens stehen. Haplogruppe D wird heute in großer Anzahl in Bevölkerungen im nördlichen Tibet, in Teilen von Zentralasien und Sibirien, dem japanischen Archipel und in Teilen der Andamanen gefunden. Die Ainu aus Japan sind dafür bekannt, dass sie fast ausschließlich D-Chromosomen besitzen, obwohl Haplogruppe C2 bei den Ainu zu 15 % auftritt. Eine mutierte Form von D wird auch in geringer bis mittlerer Häufigkeit in den Bevölkerungen der Jarawa und Onge in Südasien gefunden. Han-Chinesen, Miao-yao in China und einige Minderheiten in Sichuan und in Yunnan, die tibetobirmanische Sprachen sprechen, sind einige Völker, in denen das D-Chromosom ebenfalls auftritt. Anders als Haplogruppe C gelangte D nicht in die Neue Welt nach Amerika.

## Untergruppen
ISOGG (version: 14.151).
- DE (YAP)
  - D (CTS3946)
    - D1 (M174/Page30, IMS-JST021355)
      - D1a (CTS11577)　
        - D1a1 (F6251/Z27276)
          - D1a1a (M15)　Tibet[9]
          - D1a1b (P99)　Tibet, Mongolei[9]

        - D1a2 (M64.1/Page44.1, M55) 　 Japan[9]
        - D1a3 (Y34637)　Andamanen[10][11]

      - D1b (L1378) 　 Philippinen[12]

    - D2 (A5580.2) 　Nigeria[1], Saudi-Arabien, Syrien[13]